# 자메이카 올림픽 협회
자메이카 올림픽 협회(영어: Jamaica Olympic Association)는 자메이카의 국가 올림픽 위원회이다. IOC 코드는 JAM이다. 본부는 킹스턴에 있으며 범아메리카 스포츠 기구에 소속되어 있다.
1936년에 설립되었으며 같은 해에 국제 올림픽 위원회의 승인을 받았다. 올림픽, 팬아메리칸 게임, 중앙아메리카·카리브해 경기 대회, 코먼웰스 게임을 비롯한 국제 스포츠 대회에 참가하는 자메이카의 선수들을 대표한다.

## 같이 보기
- 올림픽 자메이카 선수단